# تپه درخت سنجد
تپه درخت سنجد مربوط به هزاره دوم پیش از میلاد است و در شهرستان تربت حیدریه واقع شده و این اثر در تاریخ ۱۳ بهمن ۱۳۸۸ با شمارهٔ ثبت ۲۹۰۶۶ به‌عنوان یکی از آثار ملی ایران به ثبت رسیده‌است.